# Китуба
Китуба — язык группы банту, широко распространенный в качестве лингва франка в Центральной Африке. Сформировался на основе диалектов языка конго. Является официальным языком Республики Конго и Демократической Республики Конго.
Китуба иногда считается креольским языком, что, однако, не совсем точно, так как в нем не наблюдается характерного для развития креольских языков различия между влиянием суперстрата и субстрата.

## Название
Носители китуба называют свой язык разными именами. В Республике Конго он называется Munukutuba или Kituba. Первое является грамматически неправильным, поскольку дословно означает «я говорить». Последнее значит просто «речь». Название Kituba закреплено в конституции Республики Конго.
В ДР Конго язык официально называется Kikongo ya leta («конго государственного управления»), но часто именуется просто Kikongo, особенно в районах проживания народа конго. Согласно конституции ДР Конго, язык конго является официальным. Фактически же, речь идет о языке китуба (Kikongo ya leta), поскольку перевод самой конституции осуществлен на китуба, а перевод на собственно конго отсутствует.
Также существует ряд других исторических наименований языка, например Kibulamatadi, Kikwango, Ikeleve и Kizabave, которые, однако, большей частью вышли из употребления. В западных научных кругах язык называется Kikongo-Kituba.

## Географическое распространение
Большинство носителей языка китуба проживает в Республике Конго. Он распространен в южной части страны в регионах Куилу (особенно в Пуэнт-Нуаре), Ниари, Лекуму, Пул, а также в столице страны Браззавиле. На севере страны более популярен язык лингала.
О положение китуба в Анголе сведения отсутствуют. Возможно, что язык понятен некоторым проживающим там представителям народа конго, особенно жившим в Республике Конго или ДР Конго в качестве беженцев или в другом качестве.

## Официальный статус
Китуба является государственным языком в Республике Конго и ДР Конго. На практике, этот статус сводится к использованию языка в региональном управлении и начальном образовании.
Кроме того, язык используется в средствах массовой информации. На государственных теле- и радиостанциях Республике Конго и ДР Конго китуба используется в качестве одного из основных языков в вечерних новостях.

## История
Китуба развился в низовьях реки Конго в районах, населенных народом конго. Существует несколько версий относительно происхождения языка.
Согласно одной из теорий, язык существовал еще во времена Королевства Конго в качестве упрощенного междиалектного торгового языка и впоследствии был перенят европейскими колонизаторами для использования в местной администрации.
Согласно другой теории, упрощенный торговый язык, известный под названием Kifyoti развился в прибрежный португальских факториях, и позже распространился вверх по течению вместе с христианскими миссионерами в междуречье Кванго и Касаи, где получил дальнейшее развитие (отсюда название одно из исторических названий языка — Kikwango).
Следующая теория подчеркивает роль строительства в конце 19-го столетия железной дороги Матади-Киншаса, в котором участвовали рабочие из Западной Африки, нижнего Конго и соседнего региона Бандунду. Рабочие происходили из различных с лингвистической точки зрения провинций, что дало толчок развитию грамматически упрощенного языка.
Независимо от происхождения, китуба как таковой сформировался в больших городах, которые были основаны в колониальный период между 1885 и 1960 годом. Китуба распространен в качестве первого языка в больших городах, населенных конго — Моанда, Бома, Матади, Пуэнт-Нуар, Долиси, Нкаи и Браззавиле, а также в крупных городах, населенных другими этническими группами — Бандунду, Киквит и Илебо.

## Фонология

### Гласные
В языке китуба существует пять гласных фонем: /a/, /e/, /i/, /o/ и /u/. Гласные произносятся похоже на европейские, например, испанские или итальянские. Гласные в безударном положении не редуцируются.

### Согласные
|                             | Губно-губные | Губно-зубные | Зубные | Альвеолярные | Постальвеолярные | Палатальные | Велярные | Глоттальные |
| --------------------------- | ------------ | ------------ | ------ | ------------ | ---------------- | ----------- | -------- | ----------- |
| Плозивные                   | p, b         |              | t, d   |              |                  |             | k, g     |             |
| Прееназализованные взрывные | mp, mb       | mf mv        | nt, nd | ns nz        |                  |             | ŋk, ŋg   |             |
| Носовые                     | m            |              | n      |              |                  |             | ŋ        |             |
| Фрикативные                 |              | f v          |        | s z          |                  |             |          | (h)         |
| Боковые                     |              |              |        | l            |                  |             |          |             |
| Аппроксиманты               | w            |              |        |              |                  | j           |          |             |

Примечания
- Начальные преназализованные глухие согласные в некоторые диалектах редуцируются до простых согласных. Например, mpimpa и nkento в диалекте Пуэнт-Нуара переходят в pimpa и kento.
- В некоторых диалектах к преназализованным альвеолярным фрикативам добавляется взрывной согласный, например Kinsasa и nzila переходят в Kintsasa и ndzila.
- Альвеолярные фрикативы могут переходить в постальвеолярные после /i/.

## Грамматика

### Местоимения
В китуба существуют объектные и субъектные местоимения. Объектные местоимения используются вместо субъектных, если подлежащее акцентируется.
| Лицо | Ед. ч.     | Ед. ч.     | Мн. ч.     | Мн. ч.    |
| Лицо | Субъектное | Объектное  | Субъектное | Объектное |
| 1-е  | mu         | munu, mono | beto       | beto      |
| 2-е  | nge        | nge        | beno       | beno      |
| 3-е  | yá         | yandi      | ba         | bau       |

### Существительное
В китуба в значительной степени сохранились классы существительных, существующих в языке конго, которые, однако, подверглись некоторым модификациям. 9 и 11 классы языка конго слились с классом единственного числа с нулевым префиксом, а их множественное число образовано с помощью характерного для множественных классов префикса ba-.
| Ед. ч. | Ед. ч.  | Ед. ч.                     | Мн. ч. | Мн. ч.  | Мн. ч.            |
| Класс  | Префикс | Пример                     | Класс  | Префикс | Пример            |
| 0      | —       | mama (мать)                | 2      | ba-     | bamama (матери)   |
| 1      | mu-     | muntu (человек)            | 2      | ba-     | bantu (народ)     |
| 3      | mu-     | mulangi (бутылка)          | 4      | mi-     | milangi (бутылки) |
| 5      | di-     | dinkondo (банан)           | 6      | ma-     | mankondo (бананы) |
| 7      | ki-     | kima (вещь)                | 8      | bi-     | bima (вещи)       |
| 9      | n-/m-   | nkosi (лев)                | 2+9    | ba-n-   | bankosi (львы)    |
| 11     | lu-     | ludimi (язык)              | 2+11   | ba-lu-  | baludimi (языки)  |
| 12     | ka-     | kakima (бисквит)           | 13     | tu-     | tubima (бисквиты) |
| 14     | bu      | bumbote (великодушие)      |        |         |                   |
| 15     | ku-     | kubanza (думать, мышление) |        |         |                   |

### Глаголы
В китуба существует хорошо развитая глагольную систему, включающая категории времени и вида. Большинство глагольных форм имеют долгие и краткие формы. Долгие формы используются в формальном письменном языке, в то время как краткие употребляются в устном общении.
Единственным неправильным глаголом является kuvuanda (быть). Его спряжение представлено ниже.
| Время                                | Долгая форма        | Краткая форма  | Пример                       | Перевод                |
| ------------------------------------ | ------------------- | -------------- | ---------------------------- | ---------------------- |
| Настоящее и непосредственное будущее | kele                | ke             | Yau kele nkosi.              | Это лев.               |
| Будущее                              | kele/ata kuv(u)anda | ke/ta v(u)anda | Mu ta vuanda tata.           | Я буду отцом.          |
| Настоящее длительное                 | kele kuv(u)andaka   | ke v(u)andaka  | Nge ke vuandaka zoba.        | Ты глупо себя ведешь.  |
| Будущее длительное                   | ata kuv(u)andaka    | ta v(u)andaka  | Beno ta vuandaka ya kukuela. | Вы будете женаты.      |
| Прошедшее                            | v(u)andaka          |                | Yandi vuanda kuna.           | Он там был.            |
| Прошедшее длительное                 | v(u)andaka          |                | Beto vuandaka banduku.       | Они были друзьями.     |
| Прошедшее совершенное                | mene kuv(u)anda     | me v(u)anda    | Yandi me vuanda na Matadi.   | Он был в Матади.       |
| Прошедшее совершенное длительное     | mene kuv(u)andaka   | me v(u)andaka  | Yandi me vuandaka mulongi.   | Она была учительницей. |

Все остальные глаголы спрягаются при помощи вспомогательных глаголов. В таблице представлено спряжение глагола kusala («делать»).
| Время                                 | Долгая форма    | Краткая форма | Пример                 | Перевод                             |
| ------------------------------------- | --------------- | ------------- | ---------------------- | ----------------------------------- |
| Настоящее и непосредственное будущее  | kele kusala     | ke sala       | Yandi ke sala.         | Он работает. / Он будет работать.   |
| Настоящее длительное                  | kele kusalaka   | ke salaka     | Yandi ke salaka.       | Он работает (сейчас).               |
| Прошедшее                             | salaka          | salaka        | Yandi salaka.          | Он работал.                         |
| Непосредственное прошедшее            | mene sala       | me sala       | Yandi me sala.         | Он работал (только что).            |
| Непосредственное длительное прошедшее | mene salaka     | me salaka     | Yandi me salaka.       | Он работал (недавно).               |
| Прошедшее длительное                  | vuandaka kusala | va sala       | Yandi vuandaka kusala. | Он работал (обычно).                |
| Нарратив                              | sala            | sala          |                        |                                     |
| Будущее                               | ata sala        | ta sala       | Yandi ta sala.         | Он будет работать.                  |
| Будущее длительное                    | ata salaka      | ta salaka     | Yandi ta salaka.       | Он будет работать (какое-то время). |

## Лексика
Большинство лексики китуба происходит из языка конго. Также, китуба подвергся влиянию других языков банту, включая яка, шамбала, тсонга, янси, лингала и суахили. Кроме того, много слов было заиствовано из европейских языков — французского, португальского и английского.
Некоторые заимствования:
- sandúku — суахили sanduku
- matáta — суахили matata
- letá — франц. l'état
- kamiyó — франц. camion
- sodá/solodá — франц. soldat
- masínu — франц. machine
- mísa — порт. missa
- kilápi — порт. lápis
- katekisimu — англ. catechism
- bóyi — англ. houseboy
- sapatu — порт. sapato
- mesa — порт./исп. mesa